# 安托紐基
47°26′20″N 30°42′26″E / 47.43889°N 30.70722°E
安東紐基（烏克蘭語：Антонюки）是位於烏克蘭西南部的村莊，由敖德萨州贝雷济夫卡区的米科萊夫卡市鎮負責管轄。該村始建於1922年，面積1.49平方公里，海拔高度125米，2001年人口691，人口密度每平方公里463.76人。